# Neomyia
Neomyia is een geslacht van insecten uit de familie van de echte vliegen (Muscidae), die tot de orde tweevleugeligen (Diptera) behoort.

## Soorten
- N. cornicina (Fabricius, 1781)
- N. viridescens (Robineau-Desvoidy, 1830)